# ديفيد غريفين
ديفيد غريفين (بالإنجليزية: David Griffin)‏ هو سياسي أسترالي، ولد في 8 يوليو 1915 في أستراليا، وتوفي في 25 مارس 2004 في أستراليا.